# Solenysa reflexilis
Solenysa reflexilis är en spindelart som beskrevs av Tu, Ono och Li 2007. Solenysa reflexilis ingår i släktet Solenysa och familjen täckvävarspindlar. Inga underarter finns listade i Catalogue of Life.